# آندریوس گودژیوس
آندریوس گودژیوس (لیتوانیایی: Andrius Gudžius؛ زادهٔ ۱۴ فوریهٔ ۱۹۹۱) پرتاب‌گر دیسک اهل لیتوانی است.مدال طلای وی در مسابقات قهرمانی جوانان جهان در سال ۲۰۱۰،از ابتدایی ترین عناوین وی بود.
وی در مسابقات کشوری و بین‌المللی در مجموع برندهٔ ۳ مدال طلا، ۱ مدال برنز شده‌است.